# Ronald Pierce
Pour les articles homonymes, voir Pierce.
Ronald Pierce est un ingénieur du son américain né le 18 septembre 1909 et mort le 5 mars 2008 à Fort Mohave (Arizona).

## Filmographie (sélection)
- 1960 : Spartacus de Stanley Kubrick
- 1969 : Sweet Charity de Bob Fosse
- 1970 : Airport de George Seaton
- 1971 : Le Mystère Andromède (The Andromeda Strain) de Robert Wise
- 1971 : Le Cinquième Commando (Raid on Rommel) d'Henry Hathaway
- 1973 : L'Arnaque (The Sting) de George Roy Hill
- 1973 : Brève rencontre à Paris (Two People) de Robert Wise
- 1974 : Spéciale Première (The Front Page) de Billy Wilder
- 1974 : Tremblement de terre (Earthquake) de Mark Robson
- 1975 : La Kermesse des aigles (The Great Waldo Pepper) de George Roy Hill

## Distinctions

### Récompenses
- Oscar du meilleur mixage de son
  - en 1975 pour Tremblement de terre

### Nominations
- Oscar du meilleur mixage de son
  - en 1971 pour Airport
  - en 1974 pour L'Arnaque
- British Academy Film Award du meilleur son
  - en 1975 pour Tremblement de terre